# Jim Thomas (scenarioschrijver)
James E. "Jim" Thomas is een Amerikaans scenarioschrijver. Samen met zijn broer John Thomas schreef hij scripts voor films als The Rescue (1988) Predator (1987), Predator 2 (1990), Executive Decision (1996), Wild Wild West (1999), Mission to Mars (2000), en Behind Enemy Lines (2001). Verder was hij betrokken bij de kortlopende televisieserie Hard Time on Planet Earth.
Thomas was tevens docent wiskunde aan de Metuchen High School.